# Luxemburger Filmpreis 2012
Der 5. Luxemburger Filmpreis fand am 9. März 2012 im Casino 2000 statt. Die Preisverleihung, die den Abschluss des Discovery Zone Filmfestivals markierte, wurde von Gabriel Boisanté moderiert.

## Jury und Auswahl
Die Zeremonie stand unter der Schirmherrschaft von Kommunikationsminister François Biltgen und Kulturministerin Octavie Modert.
Zur Jury der Präsidentin und ARTE-Journalistin Marie Labory gehörten die Kulturjournalistin Vesna Andonovic, der Direktor des Staatlichen Cinemathéik Claude Bertemes, der Filmfan Roger Fohl, der Direktor der Abtei Neimünster Claude Frisoni, der Produzent Max Permantier und der Filmkritiker Jemp Thilges.
Nominiert wurden 46 Filme in 5 Kategorien, davon 13 Kurzfilme, 12 Dokumentarfilme, 12 Koproduktionen, 4 rein luxemburgische Filme und 5 Animationsfilme. Außerdem wurden 74 Personen in der Kategorie „Bester künstlerischer Beitrag“ und 51 Personen in der Kategorie „Bester technischer Beitrag“ nominiert.
Der Publikumspreis wurde 2012 nach drei Auflagen wieder abgeschafft.

## Preisträger
- Bester luxemburgischer Film:
  - Bester Spielfilm: Hot Hot Hot von Beryl Koltz
  - Bester Dokumentarfilm: High Low von Jean-Louis Schuller und Sam Blair
- Bester Kurzfilm: En Dag am Fräien von Govinda Van Maele
- Beste Koproduktion: Illegal von Olivier Masset-Depasse
- Bester Animationsfilm: Rose & Violet von Claude Gosch und Luc Otter
- Bester künstlerischer Beitrag: André Dziezuk (Musik) und Paul Scheuer und Maisy Hausemer (Drehbuch) für D'Symmetrie vum Päiperlek (ex aequo)
- Bester technischer Beitrag: Jean-Louis Schuller
- Prix du jeune espoir: Vicky Krieps für ihre Rolle im Film Die Vermessung der Welt vom Detlev Buck.